# Urophyllum pubescens
Urophyllum pubescens är en måreväxtart som beskrevs av Theodoric Valeton. Urophyllum pubescens ingår i släktet Urophyllum och familjen måreväxter. Inga underarter finns listade i Catalogue of Life.